# HEPPS
HEPPS ist eine Kurzbezeichnung für 4-(2-Hydroxyethyl)-piperazin-1-propansulfonsäure, eine Puffersubstanz aus der Gruppe der Good-Puffer.

## Chemische Eigenschaften
HEPPS ist ein synthetischer pH-Puffer. Es wird in der Biochemie und Molekularbiologie als Pufferlösung verwendet. HEPPS hat eine Säurekonstante von pKs = 8,00 (bei 20 °C) und besitzt eine gute Pufferkapazität zwischen pH 7,6 bis 8,6.

## Physiologische Eigenschaften
HEPPS scheint die Auflösung von Oligomeren und Plaques aus Beta-Amyloid-Proteinen im Hippocampus des Gehirns von Alzheimer-Mäusen zu begünstigen. HEPPS kann dazu einfach ins Trinkwasser gegeben werden, da es aufgrund seiner geringen Größe (Molekularmasse) und als Zwitterion die Blut-Hirn-Schranke überwinden kann. Bei Mäusen verbesserte sich daraufhin die Fähigkeit Labyrinthe zu durchqueren, da sich diese die unterschiedlichen Wege durch die einzelnen Labyrinthe besser merken konnten. Inwieweit diese Ergebnisse auf den Menschen übertragbar sind, muss sich noch zeigen.